# المضايقات
المضايقة أو التألُّب تعني في علم الاجتماع تنمر مجموعة على فرد في أي وسط مثل العائلة أو مجموعة الأقران أو المدرسة أو مكان العمل أو الحي أو المجتمع أو عبر الانترنت، وذلك بالإساءة الجسدية أو العاطفية في مكان العمل مثل «التعقب» أو إنشاء تحالفات من زملاء العمل أو المرؤوسين أو الرؤساء ضد شخص ما، لإجباره على الخروج من مكان العمل، من خلال الإشاعات والتلميح والتخويف والإهانة وتشويه السمعة والعزلة ،ويشار إليها أيضًا على أنها مضايقة خبيثة وغير جنسية وغير عنصرية.